# Rugby-Union-Südamerikameisterschaft 2008
Die Rugby-Union-Südamerikameisterschaft 2008 (spanisch Sudamericano de Rugby 2008) der Division A war die 30. Ausgabe der südamerikanischen Kontinentalmeisterschaft in der Sportart Rugby Union. Teilnehmer waren die Nationalmannschaften von Chile und Uruguay, während Argentinien mit der B-Auswahl Jaguares beteiligt war. Den Titel gewann zum 29. Mal Argentinien.
Im selben Jahr fand der Wettbewerb der Division B statt, der fünf weitere Nationalteams aus Brasilien, Kolumbien, Paraguay, Peru und Venezuela umfasste. Diese Spiele wurden in der paraguayischen Stadt Luque ausgetragen.

## Division A

### Tabelle
Für einen Sieg gab es drei Punkte, für ein Unentschieden zwei Punkte, bei einer Niederlage einen Punkt.
|    | Land     | Spiele | Siege | Unent. | Ndlg. | Spiel- punkte | Diff. | Tabellen- punkte |
| -- | -------- | ------ | ----- | ------ | ----- | ------------- | ----- | ---------------- |
| 1. | Jaguares | 2      | 2     | 0      | 0     | 114:11        | + 103 | 6                |
| 2. | Uruguay  | 2      | 1     | 0      | 1     | 54:55         | − 1   | 4                |
| 3. | Chile    | 2      | 0     | 0      | 2     | 15:117        | − 102 | 2                |

### Ergebnisse
| 31. Mai 2008 | Uruguay                                  | 8 : 43         | Jaguares                                                                        | Estadio Charrúa, Montevideo Schiedsrichter: Salvador Encinas (Chile) |
| 31. Mai 2008 | Versuche: Carracedo Straftritte: Arocena | (3:17) Bericht | Versuche: Camacho (2) Fessia Gauthier (2) María (2) Erhöhungen: Urdapilleta (4) | Estadio Charrúa, Montevideo Schiedsrichter: Salvador Encinas (Chile) |

| 8. November 2008 | Chile                   | 3 : 71         | Jaguares | Prince of Wales Country Club, Santiago de Chile Schiedsrichter: Gustavo Gerbasi (Uruguay) |
| 8. November 2008 | Straftritte: Valderrama | (3:31) Bericht | Versuche: Albarracín Camacho de Achaval Gauthier Gómez González Amorosino Mieres (2) Senatore Smidt Urdapilleta Erhöhungen: Mieres (2) Urdapilleta (6) | Prince of Wales Country Club, Santiago de Chile Schiedsrichter: Gustavo Gerbasi (Uruguay) |

| 22. November 2008 | Uruguay | 46 : 12        | Chile                                               | Estadio Charrúa, Montevideo Schiedsrichter: Javier Mancuso (Argentinien) |
| 22. November 2008 | Versuche: Arocena Brignoni (3) Etcheverry Giuria Erhöhungen: Etcheverry (5) Straftritte: Arocena Etcheverry | (20:0) Bericht | Versuche: de la Fuente Olave Erhöhungen: Valderrama | Estadio Charrúa, Montevideo Schiedsrichter: Javier Mancuso (Argentinien) |

## Division B

### Tabelle
Für einen Sieg gab es vier Punkte, für ein Unentschieden zwei Punkte, bei einer Niederlage null Punkte.
Einen Bonuspunkt gab es für das Erzielen von mindestens vier Versuchen oder bei einer Niederlage mit weniger als sieben Punkten Unterschied.
|    | Land      | Spiele | Siege | Unent. | Ndlg. | Spiel- punkte | Diff. | Bonus- punkte | Tabellen- punkte |
| -- | --------- | ------ | ----- | ------ | ----- | ------------- | ----- | ------------- | ---------------- |
| 1. | Brasilien | 4      | 4     | 0      | 0     | 164:20        | + 144 | 3             | 19               |
| 2. | Paraguay  | 4      | 3     | 0      | 1     | 181:25        | + 156 | 3             | 15               |
| 3. | Venezuela | 4      | 2     | 0      | 2     | 84:118        | − 34  | 2             | 10               |
| 4. | Kolumbien | 4      | 1     | 0      | 3     | 53:146        | − 93  | 0             | 4                |
| 5. | Peru      | 4      | 0     | 0      | 4     | 23:196        | − 173 | 1             | 1                |

### Ergebnisse
| 19. Juni 2008 | Brasilien | 34 : 6 | Kolumbien | Complejo Rakiura, Luque |
| 19. Juni 2008 |           |        |           | Complejo Rakiura, Luque |

| 19. Juni 2008 | Paraguay | 44 : 3 | Venezuela | Complejo Rakiura, Luque |
| 19. Juni 2008 |          |        |           | Complejo Rakiura, Luque |

| 21. Juni 2008 | Paraguay | 71 : 0 | Peru | Complejo Rakiura, Luque |
| 21. Juni 2008 |          |        |      | Complejo Rakiura, Luque |

| 21. Juni 2008 | Venezuela | 34 : 15 | Kolumbien | Complejo Rakiura, Luque |
| 21. Juni 2008 |           |         |           | Complejo Rakiura, Luque |

| 23. Juni 2008 | Brasilien | 61 : 8 | Venezuela | Complejo Rakiura, Luque |
| 23. Juni 2008 |           |        |           | Complejo Rakiura, Luque |

| 23. Juni 2008 | Kolumbien | 25 : 20 | Peru | Complejo Rakiura, Luque |
| 23. Juni 2008 |           |         |      | Complejo Rakiura, Luque |

| 26. Juni 2008 | Brasilien | 59 : 0 | Peru | Complejo Rakiura, Luque |
| 26. Juni 2008 |           |        |      | Complejo Rakiura, Luque |

| 26. Juni 2008 | Paraguay | 60 : 7 | Kolumbien | Complejo Rakiura, Luque |
| 26. Juni 2008 |          |        |           | Complejo Rakiura, Luque |

| 29. Juni 2008 | Paraguay | 6 : 15 | Brasilien | Complejo Rakiura, Luque |
| 29. Juni 2008 |          |        |           | Complejo Rakiura, Luque |

| 29. Juni 2008 | Venezuela | 41 : 3 | Peru | Complejo Rakiura, Luque |
| 29. Juni 2008 |           |        |      | Complejo Rakiura, Luque |